# عمارت باغ سالاری
عمارت باغ سالاری مربوط به دوره قاجار است و در شیراز، بلوار سیبویه، هنرستان فنی شهید جوانمرد واقع شده و این اثر در تاریخ ۲۵ اسفند ۱۳۷۹ با شمارهٔ ثبت ۳۳۹۹ به‌عنوان یکی از آثار ملی ایران به ثبت رسیده است.